# Echipa națională de rugby a Rusiei
Echipa națională de rugby a Rusiei reprezintă Rusia în meciurile internaționale de rugby din anul 1992. Echipamentul tradițional al echipei este format din tricouri roșii, șorturi albe și jambiere roșii. Evoluează în Cupa Europeană a Națiunilor. A participat la Cupa Mondială de Rugby numai o dată, la ediția din 2011 în Noua Zeelanda.